# کایو نورو
کایو نورو (انگلیسی: Kayo Noro؛ زادهٔ ۲۸ اکتبر ۱۹۸۳) خواننده، مجری اهل ژاپن است.